# Minerały poboczne
Minerały poboczne – minerały skałotwórcze dość powszechnie występujące we wszystkich typach skał, lecz przeważnie w niewielkich ilościach. Nie są podstawą klasyfikacji skał. Mogą natomiast wpływać na niektóre cechy skał, np. na barwę. (zob. → minerały jasne, minerały ciemne). Minerały poboczne są przede wszystkim wyróżniane w skałach krystalicznych, a w szczególności w magmowych.
Do najczęstszych minerałów pobocznych należą: hematyt, pirotyn, cyrkon, rutyl, apatyt, ilmenit, korund i beryl.